# Marmara elotella
Marmara elotella är en fjärilsart som först beskrevs av August Busck 1909.  Marmara elotella ingår i släktet Marmara och familjen styltmalar. Inga underarter finns listade i Catalogue of Life.